# Fit (Unternehmen)
Fit (Eigenschreibweise: fit) ist ein deutsches mittelständisches Unternehmen mit Sitz in Zittau-Hirschfelde, das seit ihrer Gründung 1993 auf die Herstellung von Wasch-, Putz- und Reinigungsmitteln sowie Körperpflegeprodukten spezialisiert ist. Bekannte Marken sind unter anderem fit, Rei, Gard und Fenjal.

## Geschichte des Unternehmens

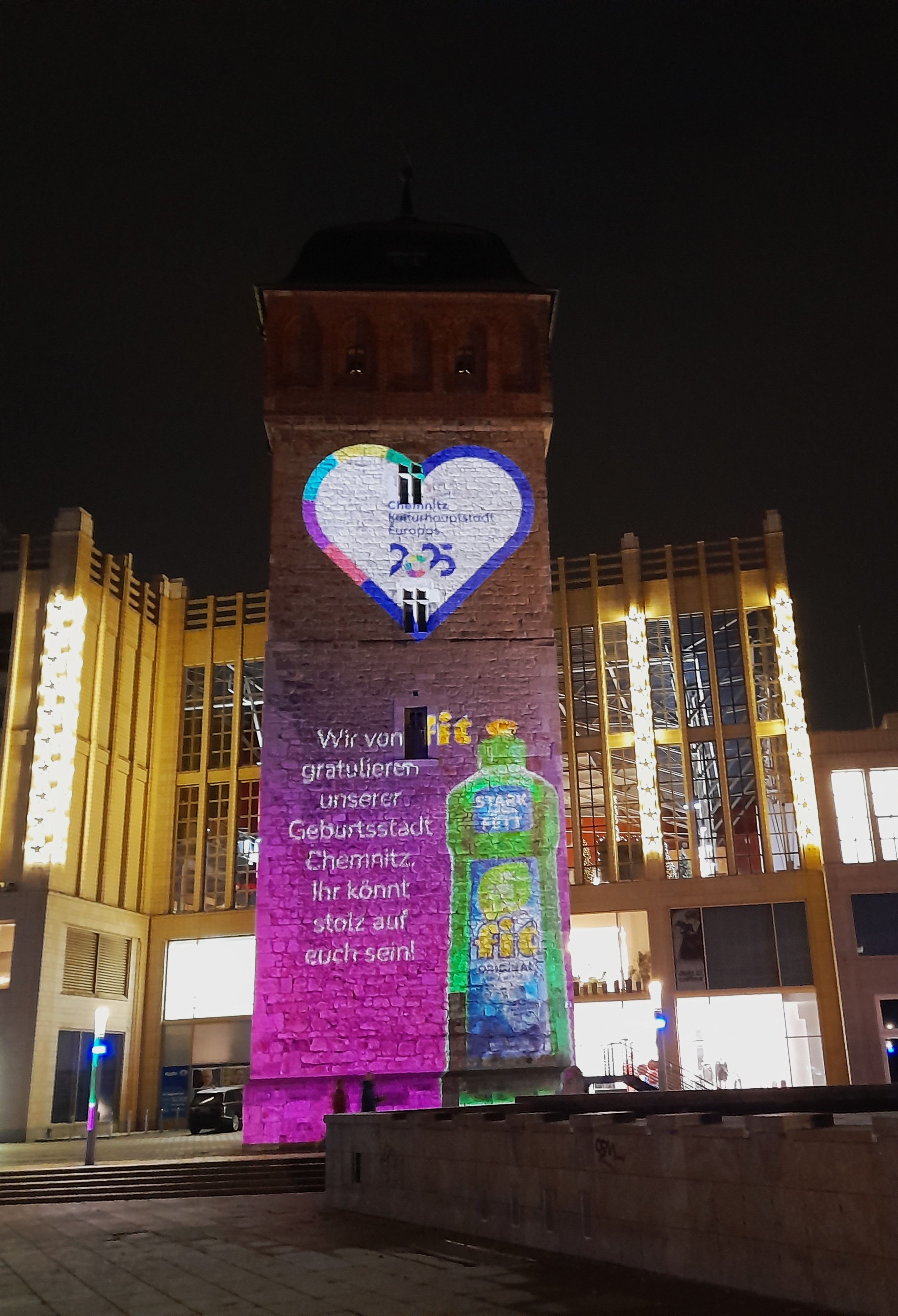
70 Jahre fit – Lichtkunst am Roten Turm in Chemnitz (Dezember 2024)

Die Anfänge der Fit GmbH liegen im heutigen Chemnitz. Von dem dort ansässigen Industriebetrieb VEB Fettchemie Karl-Marx-Stadt wurde 1955 das Spülmittel Fit in Pulverform in den Markt eingeführt. Ausgeliefert wurde Fit – wie auch heute noch – in der markanten, dem Chemnitzer Roten Turm nachempfundenen eckigen Flasche. 1967 übernahm der VEB Fettchemie einen Teil des Braunkohlewerkes in Hirschfelde bei Zittau und baute dort ein Werk für flüssiges Spülmittel neu auf. Die Produktion sowie der Vertrieb und die Verwaltung von Fit wurde schließlich vollständig in die Oberlausitz verlegt. Mit einem Beschluss des Ministerrates von 1984 sollte die Konsumgüterproduktion für die Bevölkerung auch in den Kombinaten angekurbelt werden, weshalb der Hirschfelder Betrieb in die Leuna-Werke eingegliedert wurde und so die an das Leuna-Kombinat ergangenen Vorgaben erfüllte. Unter dessen Führung und darüber hinaus wurde Fit bis 1992 hergestellt. 1989 produzierte der Betrieb 55 000 t Fit.
1990 – im Zuge der wirtschaftlichen Umwälzungen nach dem Ende der DDR – stand der Betrieb kurz vor der Insolvenz. Zwar interessierten sich zahlreiche namhafte Konzerne für die Markenrechte an Fit, zeigten jedoch wenig Interesse an der Übernahme der Produktionsstätten sowie der 450 Mitarbeiter. Die Produktion des Spülmittels sank 1991 auf 9000 t. Die verbliebene Belegschaft produzierte Spülmittel auf Vorrat. Die Lager füllten sich, da viele Handelsketten, die in den neuen Bundesländern agierten, Fit nicht ins Sortiment aufnahmen.
Um eine Schließung abzuwenden, entwickelten die Mitarbeiter unkonventionelle Geschäftsideen. Der Verkauf der Fit-Produkte erfolgte zum Beispiel vor den Einkaufsmärkten von geleasten LKWs herunter. Der dadurch ausgelöste Umsatzeinbruch bei westdeutschen Markenspülmitteln war Anlass für die ersten Einlistungen. Die Listungen erfolgten jedoch nur zögerlich, die finanzielle Lage blieb weiter defizitär.
1992 trat der Mannheimer Chemiker Wolfgang Groß mit einem neuen Unternehmenskonzept an die Leuna-Werke AG und die Treuhandanstalt heran. Groß arbeitete bis dahin auf Managementebene in mehreren Großunternehmen – u. a. bei Procter & Gamble. Schließlich kaufte er das Werk in Hirschfelde von der Treuhand und gründete 1993 die heutige Fit GmbH.
In den Jahren 2000 und 2009/2010 wurden mehrere bekannte westdeutsche Marken erworben, was zu vermehrter Einlistung von Fit auch im Westen Deutschlands führte und sich 2011 im Vergleich zu 2010 mit einem fast verdoppelten Umsatz auswirkte. Im Jahr 2011 wurde das Unternehmen mit dem Sächsischen Umweltpreis ausgezeichnet. Im Wettbewerb Großer Preis des Mittelstandes wurde die Fit GmbH 2002 als „Premier“ und 2018 mit der „Premier-Ehrenplakette“ ausgezeichnet.
2025 wurde die fit GmbH von der spanischen BlueSun-Gruppe übernommen. Diese gehört seit 2016 zum Portfolio des spanischen Investmentfonds PHI Industrial Acquisitions.

## Marken und Produkte
Die primäre Geschäftsidee war die Nutzung und Weiterentwicklung der Marke Fit. Jährlich werden zehn Millionen grüne 0,5-Liter-Flaschen produziert. 40 % des Spülmittelumsatzes wird inzwischen in den alten Bundesländern erzielt (Stand 2019).
Zur Absicherung und Verbreiterung der Geschäftsgrundlage wurde das Produktportfolio schrittweise um Maschinengeschirrspülmittel und Haushaltsreiniger erweitert. So wurden im Jahr 2000 weitere Marken wie Rei, Rei in der Tube und Sanso, die sich bis dato im Besitz von Procter & Gamble befanden, zugekauft. Im September 2009 erfolgte die Übernahme der Marke Kuschelweich von Unilever. Zudem wurde die Lizenz für Sunil-Großgebinde erworben. Im Juni 2010 wurde die Marke Sunil vollständig übernommen. Heute umfasst das Sortiment rund 100 Produkte. „Grüne Kraft“-Produkte werden auf Basis nachwachsender Rohstoffe produziert.
Seit 2013 stellt die Firma das Waschmittel passt! her. Dieses für verschiedene Wasserhärten konzipierte Waschpulver wird über die Waschkampagne vertrieben.
Mit Wirkung zum 1. Juni 2016 übernahm die Fit GmbH die Marke Fenjal von der Doetsch-Grether AG aus Basel. Ein Jahr zuvor wurde von dem gleichen Unternehmen bereits die Marke Gard gekauft.
Folgende Marken befinden sich aktuell im Besitz der Fit GmbH:
- fit
- Kuschelweich
- Sunil
- Rei
- Rei in der Tube
- Sanso
- Trip
- Primus
- Seifit
- Gard
- fenjal

Alle Produkte werden in Hirschfelde hergestellt, mit Ausnahme der Herstellung von Haarsprays und Deodorants, die laut Firmenangaben aus Sicherheitsgründen bei einem externen Partner liegt.

## Maskottchen

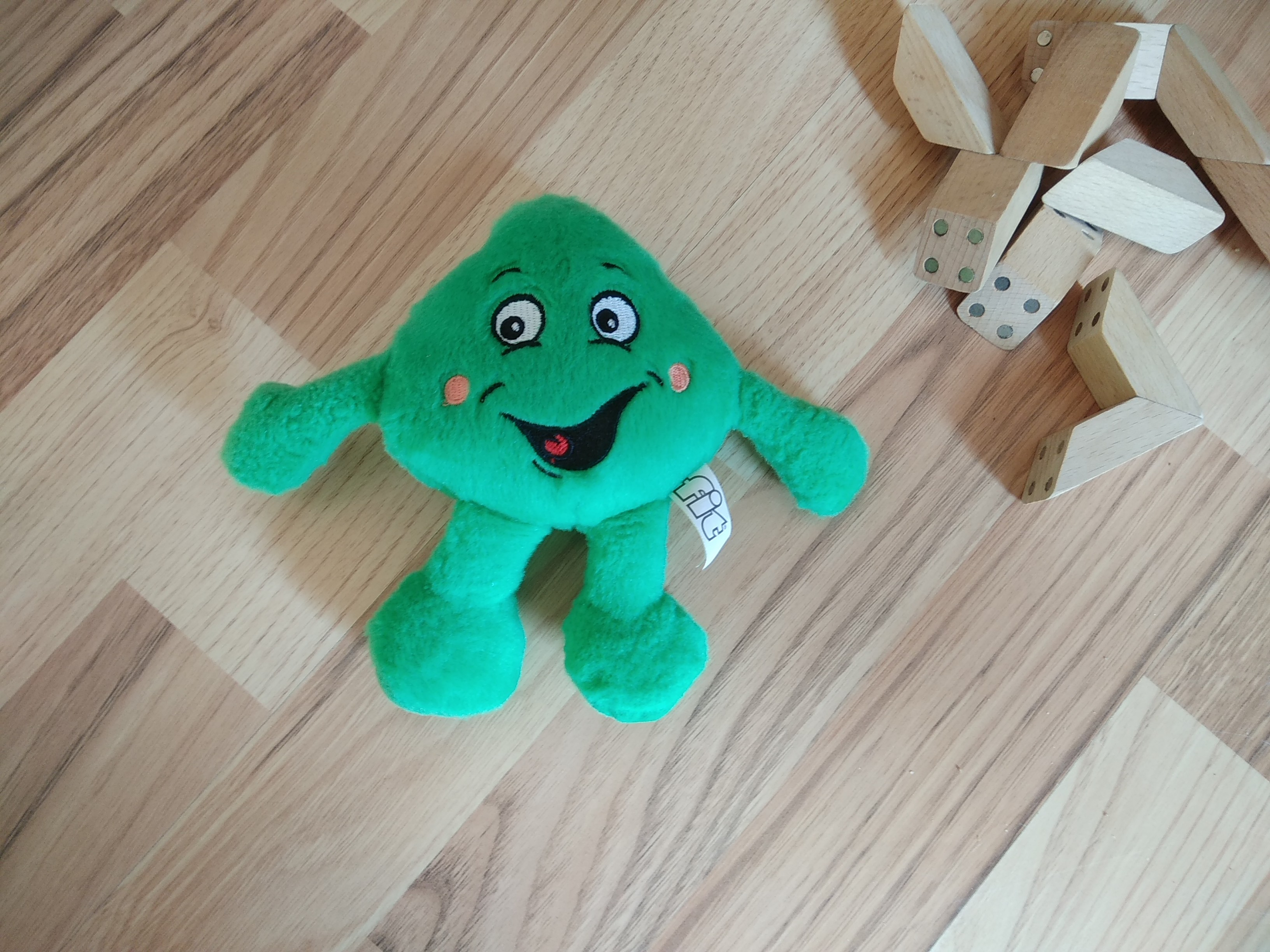
„fitikus“ als Plüschtier (stilisierter Tropfen Spülmittel)

Das Maskottchen der Fit GmbH ist ein kleiner grüner Spülmitteltropfen namens „fitikus“, der seit 2005 von dem Grafiker Sascha Wüstefeld gezeichnet wird. „Fitikus“ taucht auf Aufklebern, Etiketten und anderen Werbeträgern der Firma auf (Stand 2007). Er ist zudem als Plüschtier erhältlich und die Fit GmbH bietet auf ihrer Internetseite „fitikus“-Hörspiele und -bilder zum Ausmalen an.
Bis zur Wende war das Markenmaskottchen die sogenannte „Fit-Johanna“, eine stilisierte Zeichenfigur mit einem weißen Tropfen als Kopf.